# Jan Adriaanszoon

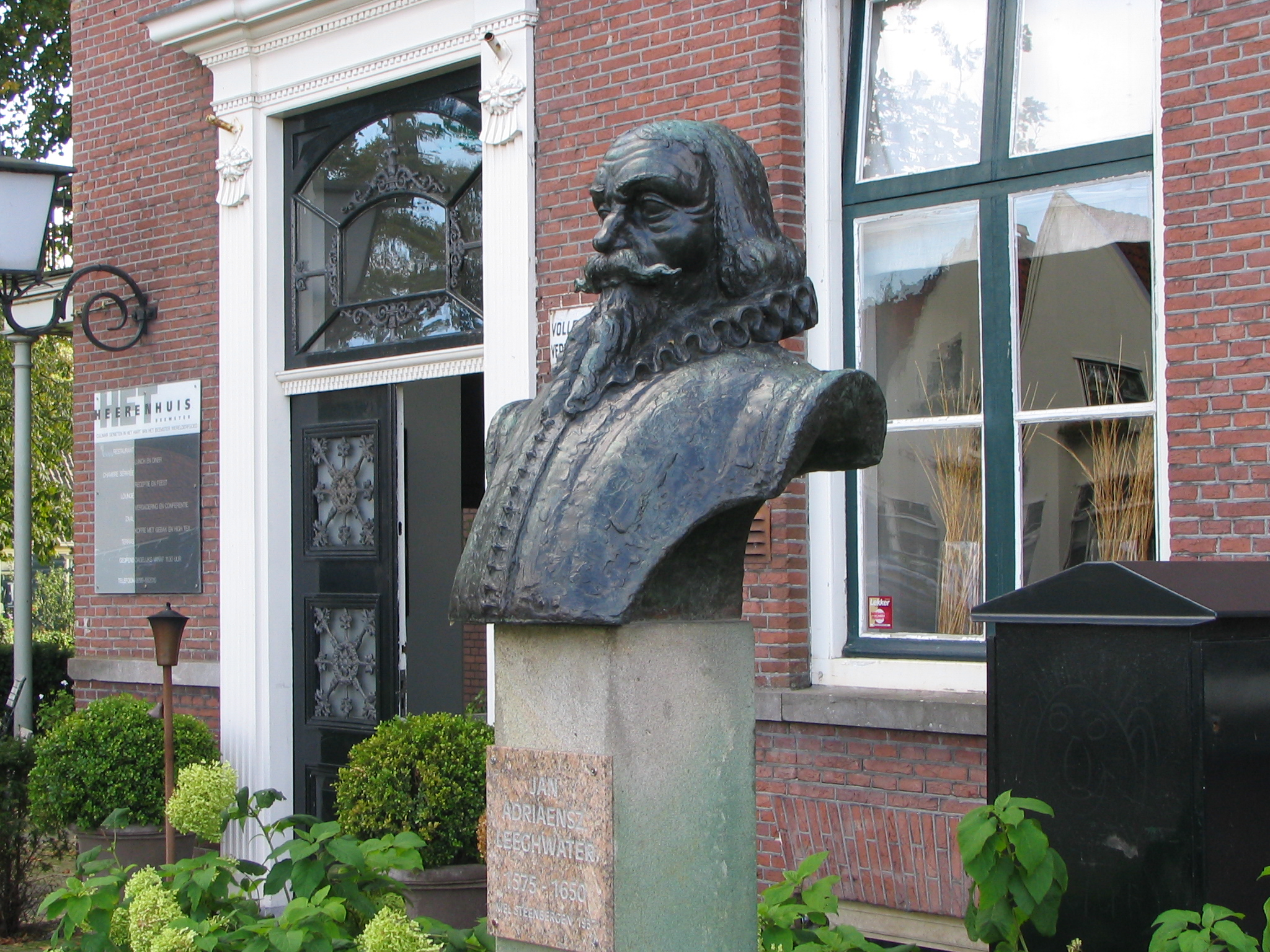
Busto de Jan Adriaanszoon Leeghwater, Middenbeemster

Jan Adriaanszoon Leeghwater (1575 - 1650) fue un arquitecto neerlandés, constructor de molinos e ingeniero hidráulico. El sobrenombre de Leeghwater con el que se le conoce, en neerlandés significa "agua baja".

## Biografía

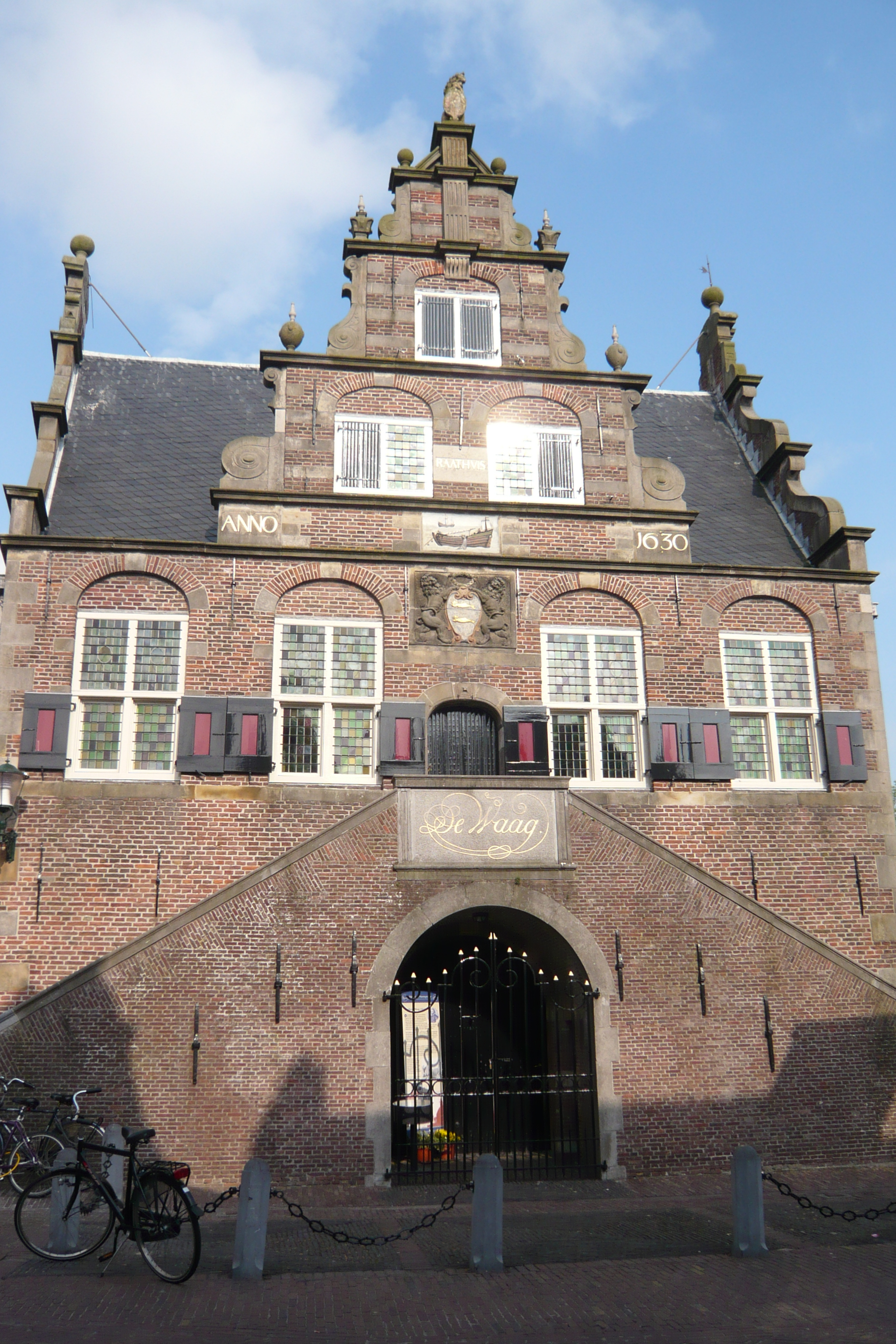
Ayuntamiento de Graft-De Rijp, proyectado por Leeghwater en 1630

Adriaanszoon nació en De Rijp, Países Bajos, en 1575. Unos años más tarde adoptó el sobrenombre Leeghwater, derivado de la expresión "laag water" ("agua baja"). No está claro exactamente cómo surgió la ortografía prevalente o el nombre de Leeghwater. El propio Adriaanszoon escribía su nombre alternativamente como Leegwater, Leegh-water, Leeghwater y Leechwater. Los documentos oficiales de la época también lo mencionan como Laechwater y Laachwater.
Como ingeniero hidráulico, fue fundamental para los programas de recuperación de tierras en la costa inundada de los Países Bajos. Participó en el drenado del  pólder de Beemster, el primer pólder del mundo creado por molinos de viento. Los trabajos en Beemster se iniciaron en 1607 y Leeghwater supervisó la instalación de los molinos y las tareas de bombeo. Entre 1607 y 1635, los polders de Purmer, Schermer y Heerhugowaard también fueron desecados bajo su supervisión. Así mismo, se hizo famoso por fundir campanas para las torres de las iglesias de Ámsterdam.

## Bombeo de vapor con el nombre de Leeghwater
Leeghwater fue uno de los primeros defensores de drenar el Haarlemmermeer, un lago cuyas crecidas fueron una amenaza constante para las ciudades circundantes (especialmente Ámsterdam y Leiden). Cuando se logró drenarlo finalmente en 1852, fue mediante tres grandes instalaciones de bombeo impulsadas por vapor; situadas en Lijnden, Kaag y Cruquius. La instalación situada en Kaag, denominada Gemaal De Leeghwater, se construida en 1845 para bombear agua al lago Kaag con una máquina de vapor, recibió su nombre. Los otros dos personajes honrados de esta manera fueron Frans Godert van Lynden van Hemmen (1761-1845), que escribió el libro de 1821 'Treating the Haarlemmermeer' con el plan de drenaje mediante bombas de vapor en tres puntos, y Nicolaas Kruik (1678-1754), que proyectó en 1737 un plan de "Defensa ante el agua" usando molinos de viento.

## Crítica
La crítica de André Lehr en su artículo sobre la construcción de relojes y campanas de Leeghwater revela que muchas de las acusaciones formuladas tras la muerte de Leeghwater no pueden ser rebatidas. El biógrafo de Leeghwater, J.G. De Roever escribió que Leeghwaeter era vano y un fanfarrón, basándose en la investigación de archivos. Seguramente tenía mucho menos que ver con los logros en el drenaje de tierras inundadas de lo que pretendía que se creyera. La historiografía de la recuperación de terrenos al agua y de la construcción de los molinos de bombeo se articuló en el siglo XIX, más bien de manera romántica, de acuerdo con los gustos de la época. Además, es casi seguro que nunca fundió campanas, dejando este trabajo a otros fundidores. Para la Torre Sur de Ámsterdam, probablemente usó las campanas más antiguas de Jacob Waghevens y de Adriaan Steylaert, que habían prestado servicio en Oudekerkstoren, también en Ámsterdam. Las campanas de la ciudad posiblemente se fundieron el taller de Assuerus Koster, en Ámsterdam, de quien todavía se conservan relojes que tocan cada media hora desde 1636 en Ámsterdam Westertoren. De acuerdo con los archivos, los relojes y las campanas instalados en estas torres no eran de buena calidad, ya que años después fueron reemplazados por Jurriaan Spraeckel, quien trabajó en conjunto con François y Pieter Hemony en muchos lugares. Hoy en día no queda ningún reloj antiguo o carillón recuperados originalmente facturados por Leeghwater.